# Saison 2022 de la ELF
Navigation
Édition précédente Édition suivante
La saison 2022 de la ELF est la 2e de l'histoire de l'European League of Football.
Elle débute le samedi 4 juin 2022 lors d'un match à Cologne, en Allemagne et se termine par la finale disputée le 25 septembre 2022 au Wörthersee Stadion de Klagenfurt en Autriche. 
Celle-ci est remportée 27 à 15 par les Vikings de Vienne au détriment des Sea Devils de Hambourg.

## Calendrier

### Saison régulière
La saison régulière 2022 comporte 72 matchs répartis sur 14 semaines (dont une sans aucun match).
Le premier match a lieu le samedi 4 juin 2022.
Chacune des 12 équipes joue 12 matchs et bénéficie de deux semaines de repos.
Les matchs se déroulent le weekend, soit un samedi ou un dimanche.

### Phase finale
Les playoffs de la saison 2022 se déroulent comme suit :
- les trois vainqueurs de conférence et le meilleur deuxième s'affrontent en demi-finale ;
- les deux vainqueurs s'affrontent en finale pour le titre 2022 de l'ELF.

## Saison régulière
| H \ A     | Ber   | Ham   | Lei   | Var   |       | Fra   | Stu   | Tyr   | Vie   |       | Bar   | Col   | Ist | Rhein |
| --------- | ----- | ----- | ----- | ----- | ----- | ----- | ----- | ----- | ----- | ----- | ----- | ----- | --- | ----- |
| Berlin    |       | 18-43 | 33-22 | 29-12 |       |       |       |       |       | 34-07 | 38-14 |       |     |       |
| Hambourg  | 39-17 |       | 14-0  | 26-23 |       |       |       |       | 24-21 |       | 70-0  | 40-16 |     |       |
| Leipzig   | 19-15 | 00-59 |       | 27-34 |       | 38-0  | 06-36 |       |       |       |       | 34-31 |     |       |
| Varsovie  | 25-31 | 0-17  | 41-37 |       | 13-47 | 28-25 |       | 06-30 |       |       |       |       |     |       |
|           |       |       |       |       |       |       |       |       |       |       |       |       |     |       |
| Francfort |       |       |       | 30-29 |       | 26-20 | 17-23 | 10-30 |       | 48-12 |       | 21-23 |     |       |
| Stuttgart |       |       | 22-28 | 00-34 | 13-37 |       | 03-44 | 13-42 | 08-62 |       |       |       |     |       |
| Tyrol     | 37-10 |       | 56-14 |       | 33-36 | 33-0  |       | 13-29 |       | 46-49 |       |       |     |       |
| Vienne    |       |       |       | 06-42 | 08-42 | 41-0  | 29-23 |       | 27-20 |       | 49-0  |       |     |       |
|           |       |       |       |       |       |       |       |       |       |       |       |       |     |       |
| Barcelone |       | 24-21 |       |       |       | 38-09 |       | 18-24 |       | 37-15 | 19-22 | 17-13 |     |       |
| Cologne   | 29-39 |       |       |       | 14-46 |       | 20-45 |       | 32-34 |       | 43-30 | 03-17 |     |       |
| Istanbul  | 07-41 | 26-29 |       |       |       |       |       | 22-37 | 07-41 | 38-40 |       | 12-42 |     |       |
| Rhein     |       | 15-42 | 28-17 |       | 29-26 |       |       |       | 23-32 | 59-37 | 32-50 |       |     |       |

### Classement saison régulière
| Conférence Nord | Conférence Nord    | Conférence Nord | Conférence Nord | Conférence Nord | Conférence Nord | Conférence Nord | Conférence Nord | Conférence Nord | Conférence Nord | Conférence Nord          |
| --------------- | ------------------ | --------------- | --------------- | --------------- | --------------- | --------------- | --------------- | --------------- | --------------- | ------------------------ |
| Clas.           | Équipe             | MJ              | V               | D               | %               | PM              | PE              | Diff.           | Conf            | Bilan                    |
| 1               | Hamburg Sea Devils | 12              | 11              | 1               | 91,6            | 424             | 160             | +264            | 6–0             | Accède à la phase finale |
| 2               | Berlin Thunder     | 12              | 7               | 5               | 58,3            | 324             | 282             | +042            | 3–3             |                          |
| 3               | Wrocław Panthers   | 12              | 5               | 7               | 41,6            | 287             | 305             | -018            | 2–4             |                          |
| 4               | Leipzig Kings      | 12              | 4               | 8               | 33,3            | 242             | 370             | -128            | 1–5             |                          |

| Conférence Centrale | Conférence Centrale | Conférence Centrale | Conférence Centrale | Conférence Centrale | Conférence Centrale | Conférence Centrale | Conférence Centrale | Conférence Centrale | Conférence Centrale | Conférence Centrale      |
| ------------------- | ------------------- | ------------------- | ------------------- | ------------------- | ------------------- | ------------------- | ------------------- | ------------------- | ------------------- | ------------------------ |
| Clas.               | Équipe              | MJ                  | V                   | D                   | %                   | PM                  | PE                  | Diff.               | Conf                | Bilan                    |
| 1                   | Vienna Vikings      | 12                  | 10                  | 2                   | 88,9                | 352                 | 209                 | +143                | 5-1                 | Accède à la phase finale |
| 2                   | Raiders Tirol       | 12                  | 8                   | 4                   | 66,7                | 418                 | 229                 | +189                | 3-3                 | Meilleur deuxième        |
| 3                   | Francfort Galaxy    | 12                  | 8                   | 4                   | 66,7                | 386                 | 247                 | +139                | 4-2                 | -                        |
| 4                   | Stuttgart Surge     | 12                  | 0                   | 12                  | 00,0                | 113                 | 451                 | -338                | 0-6                 | -                        |

| Conférence Sud | Conférence Sud     | Conférence Sud | Conférence Sud | Conférence Sud | Conférence Sud | Conférence Sud | Conférence Sud | Conférence Sud | Conférence Sud | Conférence Sud           |
| -------------- | ------------------ | -------------- | -------------- | -------------- | -------------- | -------------- | -------------- | -------------- | -------------- | ------------------------ |
| Clas.          | Équipe             | MJ             | V              | D              | %              | PM             | PE             | Diff.          | Conf           | Bilan                    |
| 1              | Barcelona Dragons  | 12             | 8              | 4              | 77,8           | 364            | 226            | +139           | 5-1            | Accède à la phase finale |
| 2              | Rhein Fire         | 12             | 7              | 5              | 55,6           | 346            | 314            | +032           | 4-2            | -                        |
| 3              | Cologne Centurions | 12             | 3              | 9              | 22,2           | 301            | 473            | -172           | 2-4            | -                        |
| 4              | Istanbul Rams      | 12             | 1              | 11             | 11,1           | 210            | 499            | -289           | 1-5            | -                        |

Source: europeanleague.football

## Phase finale
|  | Finales de division                                           | Finales de division                                      |                       |    | Finale ELF                                              | Finale ELF                                              |
|  | Finales de division                                           | Finales de division                                      |                       |    | Finale ELF                                              | Finale ELF                                              |
|  |                                                               |                                                          |                       |    |                                                         |                                                         |
|  | 10 septembre 2022, Stadion Hoheluft, Hambourg, Allemagne      | 10 septembre 2022, Stadion Hoheluft, Hambourg, Allemagne |                       |    | 25 septembre 2022, 28 Black Arena, Klagenfurt, Autriche | 25 septembre 2022, 28 Black Arena, Klagenfurt, Autriche |
|  | 10 septembre 2022, Stadion Hoheluft, Hambourg, Allemagne      | 10 septembre 2022, Stadion Hoheluft, Hambourg, Allemagne |                       |    | 25 septembre 2022, 28 Black Arena, Klagenfurt, Autriche | 25 septembre 2022, 28 Black Arena, Klagenfurt, Autriche |
|  | N1 Hambourg Sea Devils                                        | 19                                                       |                       |    | 25 septembre 2022, 28 Black Arena, Klagenfurt, Autriche | 25 septembre 2022, 28 Black Arena, Klagenfurt, Autriche |
|  | N1 Hambourg Sea Devils                                        | 19                                                       |                       |    | 25 septembre 2022, 28 Black Arena, Klagenfurt, Autriche | 25 septembre 2022, 28 Black Arena, Klagenfurt, Autriche |
|  | N2 Tirol Raiders                                              | 7                                                        |                       |    | 25 septembre 2022, 28 Black Arena, Klagenfurt, Autriche | 25 septembre 2022, 28 Black Arena, Klagenfurt, Autriche |
|  | N2 Tirol Raiders                                              | 7                                                        | N Hambourg Sea Devils | 15 |                                                         |                                                         |
|  | 11 septembre 2022, Football-Zentrum Ravelin, Vienne, Autriche |                                                          | N Hambourg Sea Devils | 15 |                                                         |                                                         |
|  |                                                               | S Vienna Vikings                                         | 27                    |    |                                                         |                                                         |
|  | S1 Barcelona Dragons                                          | S Vienna Vikings                                         | 27                    | 12 |                                                         |                                                         |
|  | S1 Barcelona Dragons                                          |                                                          |                       | 12 |                                                         |                                                         |
|  | S2 Vienna Vikings                                             | 39                                                       |                       |    |                                                         |                                                         |
|  | S2 Vienna Vikings                                             | 39                                                       |                       |    |                                                         |                                                         |

## Accomplissements
| Récompenses                           | Vainqueur                                           | Finalistes |
| ------------------------------------- | --------------------------------------------------- | --- |
| Meilleur joueur (MVP)                 | Sean Shelton, QB, Raiders Tirol                     | Glen Mbeleg-Toonga, RB, Hamburg Sea Devils Zach Edwards, QB, Barcelona Dragons                                   |
| Meilleur joueur offensif              | Kyle Sweet, WR, Barcelona Dragons                   | Glen Mbeleg-Toonga, RB, Hamburg Sea Devils Zach Edwards, QB, Barcelona Dragons                                   |
| Meilleur joueur défensif              | Kyle Kitchens, Defensive End, Berlin Thunder        | Adrian Joseph Wentland, LB, Leipzig Kings Alejandro Fernández Nieto, Edge, Barcelona Dragons                     |
| Meilleur joueur des équipes spéciales | Eric Schlomm, K/P, Hamburg Sea Devils               | Zachary Blair, Istanbul Rams Omari Williams, RS, Rhein Fire                                                      |
| Meilleur rookie                       | Marco Schneider, WR/P, Raiders Tirol                | Anton Jallai, WR, Leipzig Kings Christoph Nitzlnader, CB, Raiders Tirol                                          |
| Meilleur rookie offensif              | Anton Jallai, WR, Leipzig Kings                     | Lukas Holub, RT, Vienna Vikings Marius Faust, OL, Cologne Centurions                                             |
| Meilleur rookie défensif              | Attila Işik, Defensive Back, Istanbul Rams          | Christoph Nitzlnader, CB, Raiders Tirol Lorenzo Deiana, DL, Hamburg Sea Devils                                   |
| Meilleur entraîneur principal         | Andrew Weidinger, Barcelona Dragons                 | Christopher Kekoa Calaycay, Vienna Vikings Charles « Yogi » Jones, Hamburg Sea Devils                            |
| Meilleur entraîneur adjoint           | Kyle Callahan, coordinateur offensif, Raiders Tirol | Danny Mitchell, coordinateur offensif, Vienna Vikings Kendral Ellison, coordinateur défensif, Hamburg Sea Devils |
| Man of Honor                          | Dennis Kenzler, OL, Hamburg Sea Devils              | Dennis Kenzler, OL, Hamburg Sea Devils                                                                           |

| Position | Joueur               | Équipe             |         | Position            | Joueur             | Équipe            |                    | Position           | Joueur | Équipe |
| Attaque  | Attaque              | Attaque            | Défense | Défense             | Défense            | Équipes spéciales | Équipes spéciales  | Équipes spéciales  |        |        |
| QB       | Sean Shelton         | Raiders Tirol      | DT      | Tim Hänni           | Hamburg Sea Devils | K                 | Jonas Schenderlein | Berlin Thunder     |        |        |
| RB       | Glen Toonga          | Hamburg Sea Devils | DT      | Aslan Zetterberg    | Leipzig Kings      | P                 | Eric Schlomm       | Hamburg Sea Devils |        |        |
| FB       | Patrick Poetsch      | Rhein Fire         | Edge    | Kyle Kitchens       | Berlin Thunder     | RS                | C. J. Okpalobi     | Raiders Tirol      |        |        |
| WR       | Kyle Sweet           | Barcelona Dragons  | Edge    | Alejandro Fernández | Barcelona Dragons  |                   |                    |                    |        |        |
| WR       | Robin Wilzeck        | Berlin Thunder     | LB      | A. J. Wentland      | Leipzig Kings      |                   |                    |                    |        |        |
| WR       | Nathaniel Robitaille | Rhein Fire         | LB      | Zachary Blair       | Istanbul Rams      |                   |                    |                    |        |        |
| TE       | Adrià Botella Moreno | Vienna Vikings     | LB      | Thomas Schnurrer    | Vienna Vikings     |                   |                    |                    |        |        |
| OT       | Michael Habetin      | Raiders Tirol      | CB      | Karim Ben El Ghali  | Frankfurt Galaxy   |                   |                    |                    |        |        |
| OT       | Sven Breidenbach     | Rhein Fire         | CB      | Justin Rogers       | Hamburg Sea Devils |                   |                    |                    |        |        |
| OG       | Lewis Thomas         | Hamburg Sea Devils | S       | Kevin Fortes        | Hamburg Sea Devils |                   |                    |                    |        |        |
| OG       | Niklas Johansson     | Vienna Vikings     | S       | Omari Williams      | Rhein Fire         |                   |                    |                    |        |        |
| C        | Joachim Christensen  | Frankfurt Galaxy   |         |                     |                    |                   |                    |                    |        |        |

| Position | Joueur               | Équipe             |         | Position           | Joueur             | Équipe            |                     | Position          | Joueur | Équipe |
| Attaque  | Attaque              | Attaque            | Défense | Défense            | Défense            | Équipes spéciales | Équipes spéciales   | Équipes spéciales |        |        |
| QB       | Zach Edwards         | Barcelona Dragons  | DT      | Niklas Gustav      | Raiders Tirol      | K                 | Ryan Rimmler        | Frankfurt Galaxy  |        |        |
| RB       | Jocques Crawford     | Berlin Thunder     | DT      | Christian van Horn | Rhein Fire         | P                 | Maximilian Eisenhut | Rhein Fire        |        |        |
| FB       | León Helm            | Frankfurt Galaxy   | Edge    | Kasim Edebali      | Hamburg Sea Devils | RS                | Darius Robinson     | Panthers Wrocław  |        |        |
| WR       | Quinten Pounds       | Cologne Centurions | Edge    | Michael Sam        | Barcelona Dragons  |                   |                     |                   |        |        |
| WR       | Jordan Bouah         | Vienna Vikings     | LB      | David Izinyon      | Berlin Thunder     |                   |                     |                   |        |        |
| WR       | Malik Stanley        | Panthers Wrocław   | LB      | Precious Ogbevoen  | Stuttgart Surge    |                   |                     |                   |        |        |
| TE       | Nicolai Schumann     | Berlin Thunder     | LB      | Maxime Rouyer      | Panthers Wrocław   |                   |                     |                   |        |        |
| OT       | Tobias Rodlauer      | Berlin Thunder     | CB      | Moritz Thiele      | Berlin Thunder     |                   |                     |                   |        |        |
| OT       | Aleksandar Milanovic | Vienna Vikings     | CB      | Benjamin Straight  | Vienna Vikings     |                   |                     |                   |        |        |
| OG       | Sven Fischer         | Frankfurt Galaxy   | S       | Goran Zec          | Panthers Wrocław   |                   |                     |                   |        |        |
| OG       | Alper Peközer        | Berlin Thunder     | S       | Luis Horvath       | Vienna Vikings     |                   |                     |                   |        |        |
| C        | David Weinstock      | Hamburg Sea Devils |         |                    |                    |                   |                     |                   |        |        |